# IC 2055
IC 2055 је ознака објекта на координатама са ректансцензијом 4h 17m 48,0s и деклинацијом - 48° 55" 24'. Открио га је Делајл Стјуарт, 1899. године. Каснијим посматрањима на том положају није уочен никакав астрономски објекат.